# 單恂
單恂（1615年—？），字質生，號捐菴，南直隶松江府华亭县贤遊泾人，明末清初政治人物。

## 生平
少时才名藉甚，董其昌、陳繼儒咸折辈行与交，为诗浓而不腻，朱彝尊谓其雅近西崑，盖不诬也。崇禎六年（1633年）癸酉科應天鄉試第二十七名舉人，十三年（1640年）庚辰科三甲第五十三名進士，礼部观政，授麻城县知县。明亡，筑白燕园于袁海叟墓侧，自號白燕头陀。